# Brienne-le-Château
Brienne-le-Château é uma comuna francesa na região administrativa de Grande Leste, no departamento de Aube. Estende-se por uma área de 21,6 km².